# アントワーヌ・ドゥ・ヴィンク

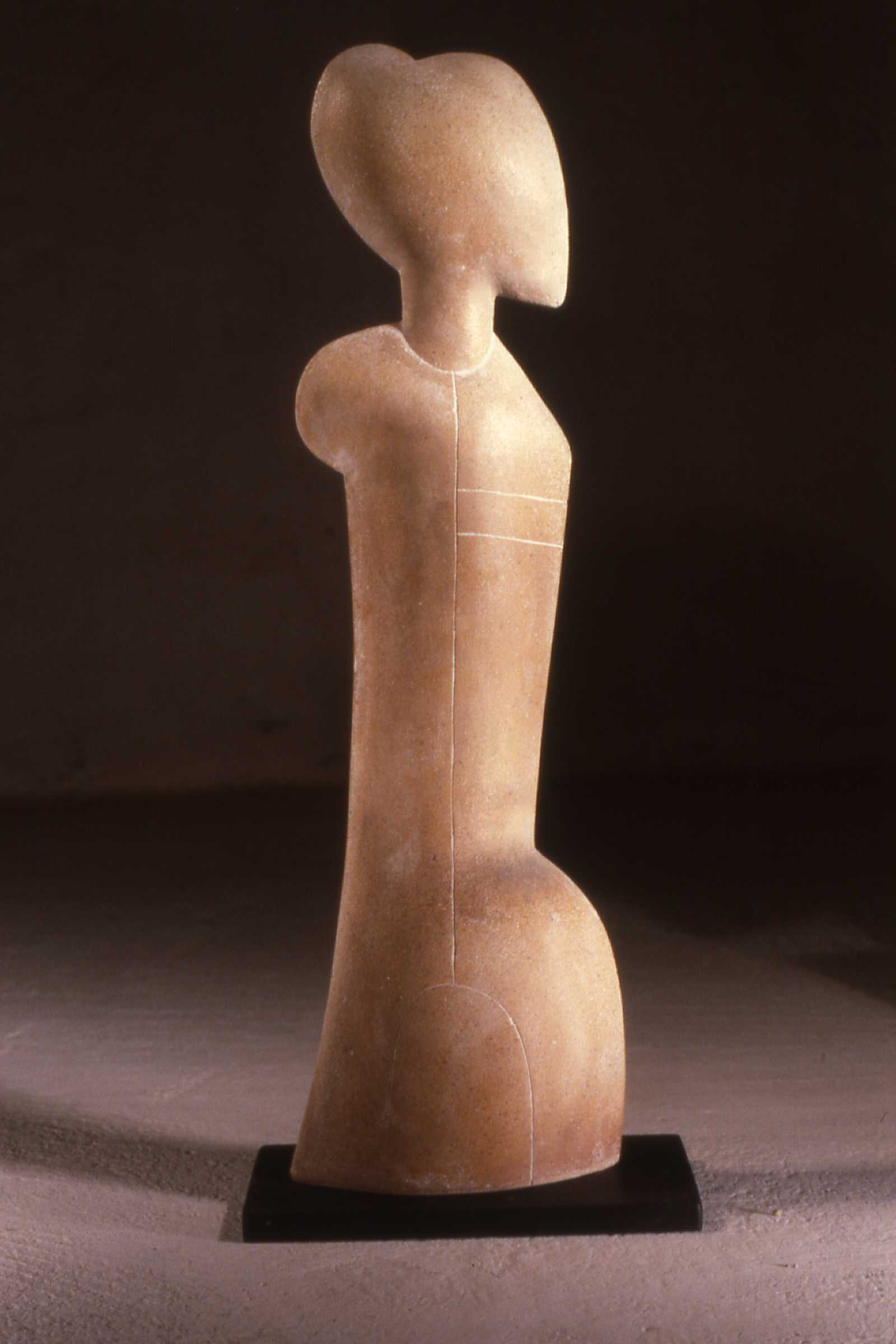
アントワーヌ・ドゥ・ヴィンク、Atlante (1987)、陶土

アントワーヌ・ドゥ・ヴィンク（仏: Antoine de Vinck、1924年4月16日 – 1992年5月13日）は、ベルギーの陶芸家、彫刻家、画家である。

## 経歴
哲学と神学を学んだ後、アントワーヌ・ドゥ・ヴィンクは1948年から芸術活動を開始する（デッサン、押絵、木工）。バーナード・リーチの『焼物の本』を通して、友人のギ・ドゥ・ソヴァージュと共に陶芸を習得し、薪窯を建造する。
1951年から1952年にかけて、ブリュッセルの国立高等建築装飾芸術学校（ラ・カンブル (La Cambre)）に学ぶ。とくにピエール・カイユ、オスカー・ジェスペルスのワークショップに積極的に参加する。その後、フランスを旅行し、ラ・ボルヌ (La Borne) にジャン・ルラとジャクリーヌ・ルラ、ラティイ (Ratilly) にノルベール・ピエルロ 、ジャネット・ピエルロ、テゼ (Taizé)にダニエル・ドゥ・モンモランを訪ねる。
1954年に、ブリュッセル近郊のクライネム (Kraainem) にアトリエを構え、そこに２つめとなる薪釜を建設する。バーナード・リーチに会い、その著書『焼物の本』のフランス語への翻訳に取りかかる。1985年にブリュッセルで開催された万国博覧会の折、コンゴ鉱山組合のパビリオンのために巨大な壁状の陶器を作り上げる。これは友人である彫刻家のジャン＝ポール・エモンス＝アルトゥとの密接なコラボレーションの機会となる。
1960年から1975年のあいだ、陶芸家、彫刻家としての活動と平行し、世界工芸評議会との関わりを持ちながら、木製玩具の考案を主として工業デザインに携わる。デザインの構想は陶芸作品の一部に応用されることとなる。
1984年、トゥレニ（ヨンヌ県）に 移住し、ピュイゼ陶工協会の活動や展覧会に参加する。